# Sulfolobaceae
Famille
Genres de rang inférieur
- Acidianus
- Metallosphaera
- Stygiolobus
- Sulfolobus
- Sulfurisphaera

Les Sulfolobaceae sont une famille d'archées de l'ordre des Sulfolobales.